# Дашаратха Маур'я
Дашаратха (252—224 до н. е.) — правитель імперії Маур'їв від 232 до 224 року до н. е. Був онуком Ашоки та успадкував від нього владу. За часів правління Дашаратхи послабилась централізована влада, а деякі території, що раніше належали до імперії, стали незалежними. Продовжив релігійну та соціальну політику свого діда. Був останнім правителем Маур'їв, відомим за епіграфічними джерелами.

## Правління
Існує теорія розподілу імперії Маур'їв після смерті Ашоки між Куналою та Дашаратхою. За іншими джерелами, розподіл відбувся між Дашаратхою (східна частина зі столицею в Паталіпутрі) та Сампраті (західна частина зі столицею в Удджайні).
Невдовзі після смерті Ашоки настав край політичної єдності імперії Маур'їв. Дядько Дашаратхи Джалаука заснував незалежну державу у Кашмірі. Відповідно до Таранатхи, інший принц Маур'їв, Вірасена, проголосив себе царем у Гандхарі. Також відокремилась і Відарбха. Епіграфічні дані вказують, що Дашаратха зберіг імперську владу у Маґадзі.